# Килимовский сельсовет
Килимовский сельсовет — муниципальное образование в Буздякском районе Башкортостана.

## История
Согласно «Закону о границах, статусе и административных центрах муниципальных образований в Республике Башкортостан» имеет статус сельского поселения.

## Население
| 2002  | 2009  | 2010  | 2012  | 2013  | 2014  | 2015  |
| ----- | ----- | ----- | ----- | ----- | ----- | ----- |
| 1419  | ↗1447 | ↘1334 | ↘1274 | ↘1230 | ↘1164 | ↘1153 |
| 2016  | 2017  |       |       |       |       |       |
| ↘1130 | ↘1108 |       |       |       |       |       |

## Состав сельского поселения
| № | Населённый пункт | Тип населённого пункта       | Население |
| - | ---------------- | ---------------------------- | --------- |
| 1 | Килимово         | село, административный центр | ↘797      |
| 2 | Якупово          | село                         | ↘312      |
| 3 | Шарбаш           | деревня                      | ↘120      |
| 4 | Шигайкулбаш      | деревня                      | ↘72       |
| 5 | Володарское      | деревня                      | ↘23       |
| 6 | Ялтыркулбаш      | деревня                      | ↘10       |

В 1980 году из сельсовета была исключена выселенная деревня Урал.